# Wolfgang Finck
Wolfgang Finck (* 29. September 1953 in Lübeck) ist ein deutscher Schauspieler.

## Leben
Finck machte von 1973 bis 1977 eine Ausbildung an der Max-Reinhardt-Schule in Berlin. Von 1993 bis 2002 hatte er ein festes Engagement im Staatstheater Kassel. Wolfgang Finck wirkte in diversen Fernsehproduktionen wie Onkel Bräsig, Onkel Bräsig erzählt, Novembermond, S.A.S. à San Salvador, Hinter Gittern – Der Frauenknast, Im Namen des Gesetzes, SOKO Wismar und Gute Zeiten, schlechte Zeiten mit.

## Filmografie (Auswahl)
- 1978: Onkel Bräsig (Fernsehserie)
- 1980: Onkel Bräsig erzählt (Fernsehserie)
- 1982: S.A.S. Malko – Im Auftrag des Pentagon (S.A.S. à San Salvador)
- 1985: Parachute
- 1985: Der Fahnder (Fernsehserie)
- 1985: Novembermond
- 1987: Anna
- 1988: Anwalt Abel (Fernsehserie)
- 1989: Sturzflug
- 1993: Eberhard Feik Special
- 1995: Aus heiterem Himmel (Fernsehserie)
- 1997: Hinter Gittern – Der Frauenknast (Fernsehserie)
- 2000: Im Namen des Gesetzes
- 2004: SOKO Wismar (Fernsehserie)
- 2005: Crazy Partners
- 2005–2006: Gute Zeiten, schlechte Zeiten (Fernsehserie)
- 2008: Wege zum Glück (Fernsehserie)
- 2012: Tatort – Ordnung im Lot
- 2012: Heiter bis tödlich: Morden im Norden (Fernsehserie)
- 2016: Hubert und Staller (Vom Himmel hoch, Staffel 5, Episode 11)
- 2019: Hotel Heidelberg: Wir sind die Neuen
- 2024: Ein starkes Team: Und vergib ihnen ihre Schuld